# Benito Santiago
Pour les articles homonymes, voir Santiago (homonymie).
Benito Santiago Rivera (né le 9 mars 1965 à la Ponce, Porto Rico) est un receveur étoile au baseball qui a joué dans les Ligues majeures de 1986 à 2005.
Santiago compte cinq sélections au match des étoiles, quatre Bâtons d'argent et trois Gants dorés. Il a été élu recrue par excellence de la Ligue nationale de baseball en 1987 et joueur par excellence de la Série de championnat de la Ligue nationale en 2002.

## Carrière
Benito Santiago signe avec les Padres de San Diego en 1982. Il joue son premier match dans les majeures le 14 septembre 1986.
En 1987, il est unanimement choisi recrue par excellence de la Ligue nationale grâce à une première saison de 164 coups sûrs (un sommet personnel), 18 circuits et 79 points produits. Il frappe dans une moyenne au bâton de,300 et remporte son premier Bâton d'argent comme meilleur receveur offensif. Du 25 août au 2 octobre 1987, il frappe en lieu sûr dans 34 matchs consécutifs, ce qui représente le record de la plus longue série de matchs avec au moins un coup sûr pour un joueur recrue, ainsi que pour un receveur, dans l'histoire des majeures.
Santiago se distingue par la puissance de son bras qui lui permet de retirer avec une grande efficacité les coureurs adverses qui tentent de voler un but. Son style est peu orthodoxe : il lance la balle au deuxième ou au troisième but en demeurant agenouillé, contrairement aux autres receveurs. Il remporte le Gant doré comme meilleur receveur défensif de la Ligue nationale en 1988, 1989 et 1990.
Au cours de son séjour à San Diego, Santiago remporte le Bâton d'argent en quatre occasions (1987, 1988, 1990, 1991) et est invité à quatre matchs des étoiles (1989, 1990, 1991, 1992). En 1991, il produit un record personnel de 87 points en une saison. Cependant, son rendement va en déclinant au fil des années et ses relations avec le reste de l'équipe sont difficiles, une situation attribuée à un choc culturel après son départ de Porto Rico et à sa mauvaise compréhension de l'anglais à ses premières années aux États-Unis.
Après les Padres, il s'aligne pour les Marlins de la Floride (1993-1994), les Reds de Cincinnati (1995), les Phillies de Philadelphie (1996), les Blue Jays de Toronto (1997-1998), les Cubs de Chicago (1999), les Reds de Cincinnati pour une seconde fois (2000), les Giants de San Francisco (2001-2003), les Royals de Kansas City (2004) et finalement les Pirates de Pittsburgh (2005).
Il frappe un sommet personnel de 30 coups de circuit pour les Phillies en 1996. 
En 1997, il est impliqué dans un accident de voiture en Floride. Il subit une blessure au genou droit, a une vertèbre fracturée et souffre d'une commotion cérébrale. Sa convalescence est longue et il ne joue que 17 parties en 1998.
Membre des Giants en 2002, il reçoit une 5e et dernière invitation à la partie d'étoiles de mi-saison et se distingue en éliminatoires, recevant le titre de joueur par excellence de la Série de championnat de la Ligue nationale opposant San Francisco et Saint-Louis.
En 1978 parties jouées dans les majeures, Benito Santiago a réussi 1830 coups sûrs, dont 217 circuits, et maintenu une moyenne au bâton de,263. Il totalise 755 points marqués et 920 points produits.
Au printemps 2003, à la suite des investigations de l'affaire Balco, son nom apparaît dans une liste de clients du laboratoire fournissant stéroïdes et hormones de croissance à certains sportifs. Un employé des Giants de San Francisco a par ailleurs soutenu avoir trouvé en 2003 un paquet de seringues dans le casier de Santiago. En 2007, le nom de Santiago a figuré au rapport Mitchell, qui se penchait sur des allégations de dopage dans la Ligue majeure de baseball.